# Ficus ilias-paiei
Ficus ilias-paiei är en mullbärsväxtart som beskrevs av K.M. Kochummen. Ficus ilias-paiei ingår i släktet fikonsläktet, och familjen mullbärsväxter. Inga underarter finns listade i Catalogue of Life.